# 本氏肖孔海龍魚
本氏肖孔海龍魚（学名：Siokunichthys bentuviai），為輻鰭魚綱棘背魚目海龍魚科的其中一種，分布於西印度洋的紅海海域，體長可達6.1公分，棲息在礁沙混合區。